# Park stanowy Silver Lake
Park stanowy Silver Lake (ang. Silver Lake State Park) – park stanowy w Stanach Zjednoczonych, stanie Michigan w hrabstwie Oceana.  Park jest położony na Półwyspie Dolnym, na wschodnim wybrzeżu jeziora Michigan.
Na terenie parku znajdują się lasy i obszar wydmowy. Park ma powierzchnię ok. 1188 ha (2936 akrów). Park położony jest na pasie pomiędzy jeziorami Michigan i Silver Lake. Pas wydm dzieli się na trzy obszary. Najmniejsza północna część (około 450 akrów) przeznaczona jest dla pojazdów terenowych. Południowa, nazywana McWoods Dune, przeznaczona jest dla zorganizowanych wycieczek samochodowych, które prowadzone są nieprzerwanie od 1930 roku. Natomiast środkowa, największa część, przeznaczona jest dla wycieczek pieszych grzbietami wydm, skąd można podziwiać widoki na oba jeziora. Ochroną objęte jest ponad 6 km piaszczystego wybrzeża jeziora Michigan.